# ساشا لينسه
ساتشا لينس (بالألمانية: Sascha Lense)‏ هو لاعب كرة قدم ألماني في مركز الوسط، ولد في 5 أكتوبر 1975 في ألمانيا. شارك مع منتخب ألمانيا تحت 17 سنة لكرة القدم. أما مع النوادي، فقد لعب مع آر بي لايبزيغ وإف إس في فرانكفورت ودارمشتات 98 ودينامو درسدن ونادي أونترهاخينغ.

## وصلات خارجية
- ساشا لينسه على موقع بيانات كرة القدم. دي إي (الألمانية)
- ساشا لينسه على موقع عالم كرة القدم.نت (الإنجليزية)